# Volme (Halver)
Volme, im 19. Jahrhundert auch Berghaus genannt, ist ein Wohnplatz in Halver im Märkischen Kreis im Regierungsbezirk Arnsberg in Nordrhein-Westfalen (Deutschland). 

## Lage und Beschreibung
Volme liegt auf 281 m ü. NHN im Volmetal an der Landesstraße L892 oberhalb der Mündung der Schlemme in die Volme. Die Ortslage ist heute nicht mehr eigenständig wahrnehmbar, sondern Teil der geschlossenen Gewerbe- und Wohnbebauung des Halveraner Ortsteils Oberbrügge. Weitere Nachbarorte sind Ohl und Vömmelbach. 

## Geschichte
Volme wurde erstmals 1477 urkundlich erwähnt, die Entstehungszeit der heutigen Siedlung wird zwischen 1400 und 1500 in der Folge der späten mittelalterlichen Ausbauperiode vermutet. Volme war ein Abspliss der Hofschaft Vömmelbach.
1818 lebten fünf Einwohner im Ort. Laut der Ortschafts- und Entfernungs-Tabelle des Regierungs-Bezirks Arnsberg wurde Volme als Ackergut kategorisiert und besaß 1838 eine Einwohnerzahl von neun, allesamt evangelischen Glaubens. Der Ort gehörte zur Ehringhausener Bauerschaft innerhalb der Bürgermeisterei Halver und besaß ein Wohnhaus.
Der Ort ist auf der Preußischen Uraufnahme von 1840 als Berghaus verzeichnet. Ab der Preußischen Neuaufnahme von 1892 ist der Ort auf Messtischblättern der TK25 unbeschriftet verzeichnet. Ende des 19. Jahrhunderts wurde am Ort eine Fabrik errichtet, diese ist auf den Messtischblättern bis Ende des 20. Jahrhunderts auch mit dem Kürzel Fbr. verzeichnet.
Die Gemeinde- und Gutbezirksstatistik der Provinz Westfalen führt 1871 den Ort als Colonie mit acht Wohnhäusern und 113 Einwohnern auf. Das Gemeindelexikon für die Provinz Westfalen gibt 1885 für Vollme eine Zahl von 205 Einwohnern an, die in 13 Wohnhäusern lebten. 1895 besitzt der Ort 30 Wohnhäuser mit 370 Einwohnern.
Im ersten Drittel des 20. Jahrhunderts schlossen sich die Lücken zu dem Nachbarort Ehringhausen und Volme wurde Teil des Ortsbereichs Oberbrügge.